# Ceratophysella biclavata
Ceratophysella biclavata är en urinsektsart som beskrevs av Park 2006. Ceratophysella biclavata ingår i släktet Ceratophysella och familjen Hypogastruridae. Inga underarter finns listade i Catalogue of Life.